# 沙拉蒙
沙拉蒙（法語：Chalamont，法語發音：[ʃalamɔ̃]）是法国东部安省的一个市镇，属于布雷斯地区布尔格区。

## 地理
沙拉蒙（45°59'46"N, 5°10'16"E）面积32.88 平方千米，位于法国奥弗涅-罗讷-阿尔卑斯大区安省，该省份为法国东部省份，北起汝拉省，西北接索恩-卢瓦尔省，西接罗讷省和里昂大都会，南至伊泽尔省，东与萨瓦省、上萨瓦省和瑞士接壤。
与沙拉蒙接壤的市镇（或旧市镇、城区）包括：沙特奈、沙蒂永拉帕吕、克朗、勒普朗泰、圣尼济耶勒代塞尔、韦尔萨约、安河畔维莱特。

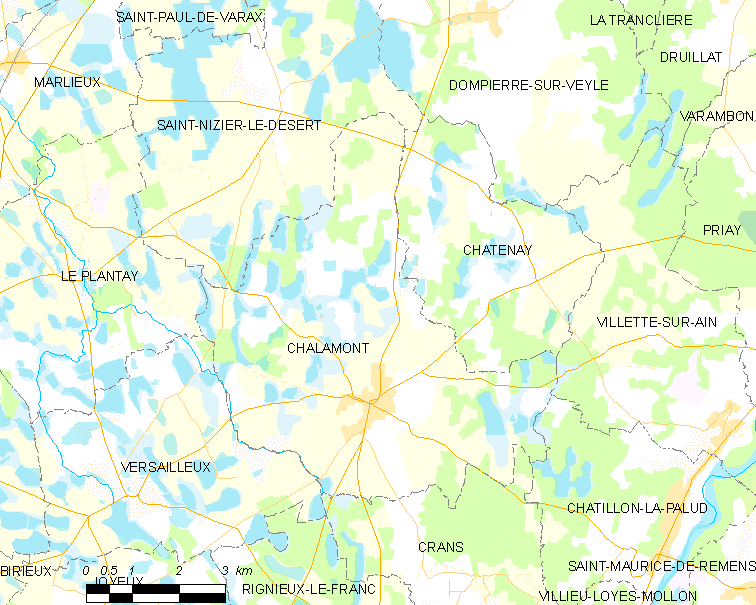
沙拉蒙的OSM定位图

沙拉蒙的时区为UTC+01:00、UTC+02:00（夏令时）。

## 行政
沙拉蒙的邮政编码为01320，INSEE市镇编码为01074。

## 政治
沙拉蒙所属的省级选区为塞泽里亚县。

## 人口

1962-2008年间沙拉蒙人口变化图示

沙拉蒙于2022年1月1日时的人口数量为2544人。